# 聖利伯里 (伊利諾伊州)
聖利伯里（英語：St. Libory）是位於美國伊利諾伊州聖克萊爾縣的一個村落。

## 地理
聖利伯里的座標為38°21′52″N 89°42′51″W / 38.36444°N 89.71417°W，而該地最高點為海拔高度124米（即407英尺）。

## 人口
根據2010年美國人口普查的數據，聖利伯里的面積為2.20平方千米，當中陸地面積為2.20平方千米，而水域面積為0.00平方千米。當地共有人口615人，而人口密度為每平方千米279人。